# 新疆反共复国军
新疆反共复国军是國共內戰期間中华民国政府在新疆省东部支持之军队。成立数年後被中华人民共和国政府所滅。

## 背景
1944年新疆省三区革命后，乌斯满任三区政府阿山专员职务，暗中和国民政府取得联系，得到军事装备和各方面的支持。他有2个团，而且控制着哈萨克族头人。他的结拜兄弟尧乐博斯是国民政府哈密专员，贾尼木汗（哈萨克族）是新疆省财政厅厅长。

1946年7月，新疆省联合政府在迪化成立。其后，阿合买提江、阿巴索夫等人接受中国共产党领导，1949年9月，应中共中央邀请，三区领导人赛福鼎等人应邀出席新政协，与周恩来讨论了未来新疆省人民政府组成，三区民族军改编事宜。
1949年9月25、26日，中华民国国军驻疆部队、新疆省当局相继正式通电归顺中国共产党，是谓新疆和平解放。11月20日，中国人民解放军彭德怀所部的第一野战军之王震一兵团二、六军到达迪化，并与三区民族军会师，12月，成立新疆省人民政府和新疆军区。1949年9月20日，当解放军重兵集结于河西重镇酒泉时，美国前驻迪化副领事马克南，离开新疆首府迪化，潜入奇台和乌斯满密谋策划。1949年11月22日，王震派遣进疆人民解放军随军工作团团长、旅居兰州的著名哈萨克商人艾买提·瓦吉提携带亲笔信和礼物前往巴里坤湖附近山区乌斯满的驻地，向他宣传中国共产党的民族宗教政策，王震表示只要乌斯满接受人民政府领导仍可担任阿山专员或参加省政府工作。乌斯满说：“我们同伊犁方面打了好长时间，仇恨一下消不了，等以后再看。”并表示“回阿勒泰行，但伊犁方面必须撤出阿勒泰，要不我不回去。”11月26日，瓦吉提带着乌斯满给王震的回信，在乌斯满的代表库尔班巴图尔的陪同下返回哈密，在哈密。王震接见了库尔班巴图尔，并赠送乌斯满许多子弹。半个月后，乌斯满又派遣其弟卡那提巴依赴迪化商谈，也受到王震和解放军一兵团领导招待，乌斯满忌惮三区，又不清楚解放军的政策，频频做出试探举动。1950年春，新疆省人民政府又派遣瓦黑提胡尔曼拜去做乌斯满、贾尼木汗的工作。1950年3月骑七师部分官兵叛乱。3月19日，尧乐博斯带领队伍离开哈密逃进南山。乌斯满、尧乐博斯、贾尼木汉和骑兵第7师官兵合作，密謀反叛。乌斯满拥有枪支千余，兵力达三千之众，聚集于镇西北、奇台东北约100华里的冬季牧场。

## 过程
乌斯满及其亲信策动的戰役主要有：1950年3月－1951年9月发生在昌吉、奇台、哈密等地的乌斯满、尧乐博斯、贾尼木汗等为首的起事；1950年7－11月，乌拉孜拜等在绥来（今玛纳斯县）、景化（今呼图壁县）、昌吉及乌鲁木齐南山一带的暴动；1951年1－9月乌斯满亲信胡赛音、哈力伯克等在甘肃、新疆、青海三省交界处组织的起事。1951年3月至1952年9月乌斯满之子谢尔德曼在镇西（今巴里坤县）、奇台、李远（今吉木萨尔县）、木垒县一带的暴动。

### 乌斯满暴乱
1950年3月，蒋中正委任乌斯满为新疆反共复国军总司令。
解放军总部指示新疆军区组织剿匪指挥部，王震担任总指挥，张希钦任参谋长，第六军军长罗元发任北疆剿匪前线指挥官。解放军第16师在哈密，第17师及第5军第40团、第6军骑兵团、第22兵团骑兵第7师一部在迪化至奇台一线。王震将胡鉴指挥的战车团调归第六军指挥。部队主要任务是肃清乌斯满、尧乐博斯和骑兵第7师部分叛军，保卫迪化。3月25日，新疆军区第16师、17师、第6军骑兵团、第5军第40团、骑兵第7师一部、第27师第81团等2．5万多人，出动了飞机和坦克，西线指挥程悦长、东线指挥吴宗先，在当地政府和广大群众的配合下，开始了大规模的战斗。4月1日下午，第16师副师长罗少伟率机要秘书、参谋、报务员、警卫员等6人，乘小吉普车一辆，亲赴七角井前线侦察，途中，于七角井以东车古泉山地隘路，被40余人伏击，罗少伟副师长、机要秘书李玉庆、参谋马玉章、警卫员杨状元、报务员宋万成等五人当场牺牲。
3月26日，副营长胡青山带领解放军第16师第46团第2连进驻伊吾，与主力部队相距100公里。在主力进剿骑兵第7师时，2连被新疆反共复国军尧乐博斯部包围。尧乐博斯等破坏交通，切断电话线，使2连断绝了与外界的联系，2连孤军奋战坚守伊吾40天，击退7次大规模的进攻，击毙53人，史称“伊吾保卫战”。
4月14日，解放军兵分两路，取道深山密林、雪原戈壁，日夜兼程，向大、小红柳峡奔袭，出其不意，击溃新疆反共复国军，反共复国军大量伤亡，仅乌斯满和少数领导侥幸逃脱。乌拉孜拜（哈萨克族），以天山高峰天格尔大坂为根据地，在绥来、景化、昌吉等地，裹胁l万多牧民暴动。乌斯满向北塔山地区逃亡被解放军阻击后，企图通过古尔班通古特大沙漠南逃天格尔大坂，与乌拉孜拜汇合、反扑。解放军剿匪部队追击封锁，又到天格尔大坂击败乌拉孜拜，乌拉孜拜带20余骑南逃。
5月7日，2连与东进部队会师，完成了保卫伊吾任务。5月19日，彭德怀司令员授予“钢铁二连”称号。解放军进军红柳峡，翻越冰大坂，奇袭北塔山，在人迹罕至无水草的五百里将军戈壁上追击，取得胜利。
6月15日，新疆军区发布战报，宣布『剿匪』部队自3月分东西路钳追乌斯满、尧乐博斯余部，西线骑兵沿北塔山一带向西清剿乌斯满余部；东线部队分三路追击南窜的尧乐博斯部，在黑山头以东击败了曾在七角井一带活动的哈巴斯部。6月20日，宣布『剿匪』部队自3月5日以来，大股『匪帮』业已击溃。
马克南南逃前，曾告诉乌斯满，在从西藏去巴基斯坦的途中有个地方叫台基努尔，到那里就可以得到美国的援助。所谓台基努尔就是指铁木里克一带。这里是哈萨克人主要是胡赛音的部落。胡赛音为木垒县人，1950年7月，乌拉孜拜一部哈力伯克带部分残军越天山，穿过罗布泊碱海，沿途渴毙大半，抵达铁木里克与胡赛音部会合，共约600余人，在敦煌至若羌的途中袭击解放军地方工作组。
1950年5月底，尧乐博斯在哈密的根据地八大石被解放军攻克，尧乐博斯带妻儿逃走，沿途收容70多人，于6月底来到敦煌南部海子地区，与胡赛音部会合。尧乐博斯带部下南去西藏，伺机准备越过边境流亡拉达克。乌斯满部被解放军击溃，贾尼木汗被俘。乌斯满奔向甘肃与新疆交界的马鬃山。在甘肃河西走廊被解放军第三军阻截，乌斯满南下企图经安西、敦煌进入祁连山海子地区与胡赛音部会合。解放军第三军在酒泉，以三军驼兵团和27团组成酒泉地区剿匪支队，由27团团长高东生为支队长，驼兵团政委安骏为政委前往安西堵截。27团乘汽车抵达安西与驼兵团会合后，得到情报说乌斯满抵达红柳园一带。支队在芦草沟口阻击。当夜，27团为步兵，急行军抵十工附近时，发现芦草沟口以西有火光出现，部队迅速占领芦草沟口，乌斯满率部从西面逃走。解放军两个团同时追击，从夜间2点一直追击到第二天13时，部队人困马乏，支队长高东生干渴难忍昏倒，靠灌小便抢救方才苏醒。部队撤往安西休整。安骏带领驼兵和骑兵继续前进，到鳖盖与以前部署在此防堵胡赛音部北窜的骑兵大队会合（1949年11月，西北军区命第三军抽调军骑兵团之1、3、4连，三军9师的骑兵连和三军侦察连组成骑兵大队，李文彭为大队长，负责清剿安西、敦煌一带匪患。后因骑兵大队兵力不足，增派驼兵团和27团支援。）1950年7月，三支部队在安西桥子击溃了企图袭击安西县城的骑五军和当地土匪武装，其中骑兵大队一路追击到祁连山方才停止。这部分残匪越过祁连山后仅余38人，1950年8月与尧乐博斯会合，11月一起逃往西藏，越境时没有买通拉达克人，无法和尧乐博斯一起进入拉达克，遂返回青海，1951年4月被当地公安人员歼灭，解放军再深入祁连山，发现乌斯满部已经翻山进入海子地区，解放军经党城湾、石包城返回安西县城。
乌斯满逃亡青海，在尧乐博斯进入青海后，跟随而来的就有哈萨克部落头领苏里坦卡尔夫带领180多人迁移到海子地区，这批人在海子住了近一个月，随即向西藏移动越境进入印度，后到土耳其定居。1950年8月，乌斯满带领40多人来到青海阿克塞海子地区。在乌斯满之后，又有加纳布里部350多人，沙拉黑坦部280多人，哈布德里部130多人，则拉提巴依部150多人先后抵达海子地区；此外还有近千名哈萨克牧民从新疆镇西迁移到敦煌的安南坝游牧。甘肃酒泉地委专门成立了“争取哈萨克族工作委员会”，多次派人进入青海孩海子地区寻找哈萨克部落，游说他们脱离乌斯满的控制，搬迁到敦煌附近居住。
1950年10月，敦煌县派出已经两次进入海子说服哈萨克牧民的李万祥和来推福第三次赴海子，侦察乌斯满并争取被威胁的哈族牧民。李万祥与来推福见到了乌斯满。乌斯满“既无钱也无羊”，来推福和李万祥离开海子的时候，又遇到乌斯满，乌斯满交给两人一峰骆驼说：“你们到敦煌以后给我弄来150公斤面粉，用这骆驼驮来，我还是没有钱。”来推福等人回到敦煌后，敦煌县政府特地调拨了150公斤面粉让哈萨克牧民带给乌斯满。
1951年2月，中共中央西北局、西北军区发出指示：“对乌斯满、哈力伯克两部不能只当作一个落后民族部落与土匪处理，据各方的材料证明是边疆国特及惯匪与大土耳其相结合，反苏反共最坚决的反动集团。乌斯满、哈力伯克等匪在我新疆部队的积极进剿之下，无处立足，遂相继逃聚以尕斯为中心之青新边境地区，现已临严冬，粮茶全无，处境极为困窘。以胡赛音为首的七个部落，派代表已到敦煌……与我谈判……。进行谈判与招抚工作并不能因而影响我原来的军事部署……”。
1950年12月7日，西北军区制定青海一军、河西之三军与新疆焉耆之一兵团二军六师合同，兵分两路清剿铁木里克的军事进剿计划。东路以三军驼兵团、27团和骑兵大队，从敦煌出发越祁连山突袭海子地区乌斯满部，并命青海第一军派出一个骑兵团进占马海，堵截乌斯满东逃路线；西路以二军六师骑兵团和一个步兵营从若羌出发，沿青新公路向米兰、铁木里克进剿哈力伯克部。1951年1月29日，西路二军六师部队共1,331人，佩附战车7辆，山炮1门，82炮4门及运输汽车129辆，在三军军长黄新廷的统一指挥下，前出到若羌，2月7日分为左右两个纵队向铁木里克前进，当日下午4点左路与反共复国军接触，部队连续追击10多个小时，于深夜占领了铁木里克，缴获牛羊一批；右路部队也于2月9日上午12时也抵达铁木里克与左路军会合。其后，按照预先计划，部队一分为二，一部继续追歼向西藏方向逃窜的哈力伯克部，另一部则继续向东进发，准备与青海、甘肃剿匪部队合围在海子、安南坝一带的残匪。向西藏方向追击的部队历尽艰险，克服了高山反映，曾与哈力伯克残匪交战一次，终因后勤供应不上被迫放弃追击。而东去的一路在山区迷失了方向，后勤供应完全丧失，后经3军剿匪部队派出一个连紧急运送物资救援，方才使部分官兵脱离丧生的威胁。战后，为此路剿匪部队运送物资救援的连队被西北军区授予“剿匪英雄连”称号，在王震的一再要求下，该连连长张拉扣(失去了一条腿)被授予特级战斗英雄称号。
甘肃第三军将集结在敦煌附近的驼兵团与骑兵大队合并为一个团（该团在战后成为兰州军区独立骑兵第三团，三军侦察科长、原骑兵大队大队长李文彭为团长，原驼兵团政委安骏为政委），27团为步兵，担负运输和驻剿任务。甘肃酒泉地区动员了7个县的干部，组建了50多个骆驼大队，运送给养、弹药。1951年2月14日，三军骑兵团在敦煌集结完毕，15日三军军长黄新廷带领骑兵团到南湖，部队分为两路，东路由李文彭带领骑兵大队，由来推福谈人向导，经五个泉子、后塘奔袭海子；西路由安骏指挥驼兵团经大鄂博图向海子运动。戈壁荒漠冰天雪地，部队行动十分困难，驼兵团走了两天。一条长约15公里的山沟部队走了整整一夜。2月19日拂晓，两路部队到达了指定位置，首先活捉了反共复国军哨兵，在俘虏的带领下，悄悄摸掉了数个帐篷，接近乌斯满部落宿营地，“相距只有2华里，中间隔着一湾水滩”。东路骑兵大队，三人一组向分散的帐篷摸去，一人担任警戒，一人开门揭帘，一人进帐篷缴械解除对方武装。到天亮，已经解决了大约50多顶帐篷，里面的人在鼾睡中全部被缴械成了俘虏。此时天色大亮，海子东部和西部的部分帐篷被解决。加纳布里发觉了动静，认为是蒙古人寻机偷袭哈萨克人，仓皇开枪，随即被活捉，在押解途中企图夺取押解解放军士兵的枪支被当场击毙。西路驼兵团将重机枪、迫击炮一起开火，压制住对方的火力，驼兵和骑兵部队同时进攻，向指定的目标前进。哈萨克人蜂拥而出，或骑马、或徒步夺命狂奔。解放军追击到下午三点左右，俘虏、收容了2,500余人。
青海骑兵第二团守卫马海方向，昆仑山方向有近400公里的亚巴尔戈壁，唯一的通道已经被解放军驼兵团第二连占领，黄新廷当即决定派骑兵到西北安南坝方向。李文彭带领骑兵大队两个连及电台，追击了数公里，抓获了一个叫沙发阿里的人，供出乌斯满骑着白马就在前面。安骏临时召集部队进行战前动员，“我们要不惜一切代价活捉乌斯满！谁活捉乌斯满就给谁请功！就给谁嘉奖！”一番话激起战士的斗志，“忘却了几日来连续行军作战的疲劳，一声令下，个个奋勇当先，拍马追击”。
部队追击几个小时后，跟随乌斯满的最后约50人全部做了俘虏。乌斯满沿着海子南岸向安南坝方向狂奔。骑兵大队第三连文书孔庆云、炊事员刘华林、通信员段生茂和战士宋兴、黄银娃、朱仓生冒险从海子冰面上向岸边乌斯满追去，两名战士连人带马滑倒在冰面上。乌斯满回马一枪，将段生茂打伤落马，再两枪击倒了刘华林和另一名战士的马，追兵只剩下孔庆云一人。乌斯满侧身射击，屡射不中。乌斯满下马，把枪支在地上射击打在孔庆云马前蹄的冰上和孔庆云的裤管。孔庆云策马上岸，乌斯满急忙爬起，双手紧握叉子枪，向孔庆云双眼戳来，戳伤了面颊。孔庆云抓住乌斯满枪管死死不放，乌斯满把孔庆云拉下马，孔庆云把枪地搂在怀里，夺过了乌的枪一跃而起，乌把孔仰面朝天摔倒在地，骑在孔身上。孔把手中的枪甩了出去，乌又猛然从靴筒内拔出一柄带鞘匕首，孔将乌右手中指和食指捏住，狠狠向后折去，使乌无法脱去匕首鞘。两人拼命争夺，匕首被孔甩了出去。刘华林的马匹被乌斯满打伤后，换乘另一个负伤战友的马，飞快拣起乌斯满的叉子枪，向乌斯满后背一枪，两人把乌捆了起来。其他4名战士也陆续赶来搜身，搜出新疆警备司令部印章一枚，委任状数张，还有其他证件和文件等。他们将乌斯满捆在骆驼背上押回海子，再押至敦煌。
海子一战，全歼乌斯满、哈巴斯、加纳布里、沙拉黑坦、木沙巴等五个部落，俘虏乌斯满、哈巴斯以下263人，毙加纳布里以下39人，俘虏家属1,100余人，缴获轻机枪2挺，步枪119枝，短枪8支，冲锋枪1枝，各种子弹6,874发，马5,710匹，骆驼533峰，牛20头，羊8,300只，并争取了其他三个部落向解放军投降。　　
乌斯满、尧乐博斯等由新疆逃至甘肃敦煌、安西一带，经新疆、甘肃部队联合清剿，于11月全部被人民解放军歼灭。参加暴动的国军起义军官马占林（副师长）被俘，贾尼木汉、乌拉孜拜亦先后就擒，尧乐博斯逃往台湾。3月14日，乌斯满被押解到迪化。4月29日，绑赴刑场，执行枪决。

### 围剿残余
哈力伯克部遁入藏区，熬过了1951年初的寒冬，随后到西藏日土宗一带，新疆再派部队入藏，会同前期入藏之解放军先遣连，会同打击哈力伯克部，该部在班公错附近遭解放军攻击，退入印度境内。青海剿匪部队在歼灭乌斯满部后，再击胡赛音部，胡赛音率部入西藏，后经西藏日土宗、班公错进入印度。这些进入印度的哈萨克牧民先后移民到土耳其，被土耳其政府安置在土耳其与苏联交界处。

### 解放军击败谢尔德曼
1951年3月至1952年9月乌斯满之子谢尔德曼在镇西（今巴里坤县）、奇台、李远（今吉木萨尔县）、木垒县一带的暴动。他们抢劫、搜罗武器，杀害进行生产的解放军。因部队不够用，步兵学校的1,000多名学员被临时调去『剿匪』。1951年4月，谢尔德曼·乌斯满到北塔山一带，纠集了他父亲旧部100余人活动。10月9日,谢尔德曼·乌斯满同胡尔曼由奇台、吉木萨尔县窜入库尔特乡、吐尔洪乡一带，后又入青河县（当时青河县归富蕴管辖），与当地公安部队对抗，两名公安战士牺牲。经解放军第五骑兵独立团不断追击，谢率残部逃向奇台、吉木萨尔南山一带。谢尔德曼·乌斯满1952年5月3日，再次窜回库尔特、苏普特一带，勾结一些部落头目，以保护宗教为名，大肆在进行宣传，提出“保教保命”口号，煽动逼迫喀喇卡斯等5个游牧部落近200余人从乱。5月11日，他们组成“宗教军”，成立“宗教政府”，将450名青壮年牧民编成5个队，人数500余人，枪200多支。5月中旬谢在萨尔布拉克伏击了驻军第二十团送马队，抢走军马之后，又窜入阿尔泰山，1952年5月上旬，阿山军分区与北疆剿匪指挥部，组成阿山剿匪指挥部。军分区司令员何家产任总指挥，抽调骑七师14个连，与北疆剿匪指挥部3个连组成3个骑兵支队，共1,600余人。第一支队以骑七师二十团为主，由副师长田辅臣和副团长王金玉率领；第三支队以北疆剿匪指挥部的3个连为主，战车团一部配合。5月14日3个支队按部署全部抵达预定地域。专署组成支前委员会，在富蕴、福海、阿勒泰三县招募战马2,060匹，组织担架民工109人，动员阿山各族军民团结一心，骑兵第七师二十一团四连一排在库尔特与宗教军相遇，激战，互有伤亡。5月中旬，宗教军400余人包围了守卫库威矿场的解放军第二十一团四连，四连60余人进行反击，毙敌50余人，解放军平叛第一支队两个连赶到库威增援，激战一昼夜，宗教军向深山逃窜。6月22日，骑兵第一、二支队在大南沟外夹击宗教军，歼其一部，缴获羊3,000余只，牛300余头，马170匹，骆驼130峰。
7月初，第一、二支队沿库尔木特河东进，在库尔特部附近将宗教军围住，第二支队以一个连的兵力夜袭谢尔德曼·乌斯满，5个连兵力四面设伏，以一支队主力向宗教军腹部穿插，迫使宗教军主力退入伏击圈，一、二支队四面合击数小时，毙伤宗教军220余人，解救被裹胁的牧民1,300余人，缴获马1,800余匹，牛1861头，羊1.7万只，骆驼57峰，谢尔德曼·乌斯满、胡尔曼率残部潜逃。在击败谢尔德曼的战斗中，解放军有巴扎依、同德拜、居马汗、刘吉安等20多名战士战死。全县各族人民群众捐马323匹、骆驼37峰、其他实物198件、食馕1.03万个。
谢尔德曼鼓动胡尔曼部落重新叛乱，一度攻击青河，焚烧粮草仓库，劫狱释放犯人。还派奸细伪装向导，将驻扎此地的解放军五军阿山独立骑兵团（即原来三区民族军阿山骑兵团）一个连引诱到山区围歼，杀死该连连长叶塞提巴塔拉，尸体抛至库尔图河内。谢尔德曼出没于山林之中，解放军屡次围剿，均无法将其全歼。1952年9月5日，阿山专署和阿山军分区写给谢尔德曼的劝降信，1952年9月15日，谢尔德曼带领部下10多人来到承化向人民政府投降。人民政府将谢尔德曼安置在阿勒泰专区畜牧科任副科长，后调任伊犁州畜牧局任副局长，并一直在人民政府工作到病逝。共和国政府向牧民广泛宣传党对牧区的“不分不斗，不划阶级，发展牧业，民族平等，宗教自由，既往不咎，归降宽大，立功受奖”等政策。
美国前驻迪化副领事马克南，在逃亡途中进入西藏，被藏军击毙；在南疆策动叛乱的何仁志，被驱逐出境。

### 引用
1. ↑  雨夹雪：暴乱背后——浅谈“疆独”问题 的存檔，存档日期2013-11-05.
2. ↑  .   [2014-10-02]. （原始内容存档于2019-08-28）.
3. ↑  中共富蕴县简史 （页面存档备份，存于）
4. ↑  西域大匪乌斯满（二） 的存檔，存档日期2014-10-06.
5. ↑  張玉璽主編.新疆平叛剿匪.新疆人民出版社,2000.5..第174頁
6. ↑  .   [2014-10-02]. （原始内容存档于2019-08-23）.